# Holostylon baumii
Holostylon baumii là một loài thực vật có hoa trong họ Hoa môi. Loài này được G. Tayl. mô tả khoa học đầu tiên.